# Schlacht von Pjöngjang (1894)
Pungdo – Seonghwan – Pjöngjang – Yalu – Jiuliangcheng – Lüshunkou – Weihaiwei – Yingkou – Pescadoren
Die Schlacht von Pjöngjang (japanisch 平壌作戦 Pyon'yan sakusen), (chinesisch 平壤之戰, Pinyin píng rǎng zhī zhàn) war eine Schlacht zwischen den Kaiserreichen China und Japan während des Ersten Japanisch-Chinesischen Krieges. Die japanischen Truppen konnten die Schlacht am 15. September 1894 für sich entscheiden. Die chinesischen Truppen zogen sich nach der Niederlage nördlich des Yalu zurück. Infolge des Sieges übernahm Japan die militärische Kontrolle über Korea.

## Hintergrund
1894 begann Japan den Krieg gegen China mit dem Ziel, Korea aus der chinesischen Einflusssphäre herauszulösen und zu einem japanischen Klientelstaat zu machen. Die chinesische Seite reagierte mit der Entsendung von Truppen nach Korea. Pjöngjang als Hauptstadt wurde zur Hauptbasis der chinesischen Armee auf der Halbinsel. Die chinesischen Streitkräfte in und um Pjöngjang umfassten ab Juni rund 13.000 Mann. 8000 waren über den Seeweg, 5000 über den Landweg nach Pjöngjang gebracht worden. In Erwartung eines japanischen Angriffs nutzten die Chinesen die zwei Monate vom Kriegsausbruch bis zur Schlacht mit dem Ausbau der Befestigungen in und um Pjöngjang. Angesichts der Struktur der chinesischen Armee, welche aus ethnisch separaten Truppenteilen unter jeweils eigenem Kommando bestand, war die Koordination zwischen den verschiedenen Einheiten jedoch gering. Die Kaiserlich-Japanische Armee entsandte die 1. Armee mit rund 16.000 Soldaten unter dem Kommando von Yamagata Aritomo nach Korea. Die Truppen wurden in Wonsan und Seoul angelandet und mussten den Weg bis in den Norden des Landes zu Fuß zurücklegen.

## Verlauf
Am 15. September 1894 begannen japanische Truppen, von drei Richtungen auf Pjöngjang vorzustoßen. Der Angriff erfolgte nach einer planmäßigen Artillerievorbereitung. Zuvor war es japanischen Truppen gelungen, ohne den Widerstand der Chinesen mittels Booten über den Taedong überzusetzen. Infolgedessen marschierten die japanischen Truppen aus drei Richtungen auf die Stadt zu und konnten die Stadt auch von Norden aus angreifen, wo die Befestigungen der Chinesen nicht so stark waren. Die chinesischen Truppen zogen sich nach erfolglosen Gegenangriffen aus der Stadt Richtung Norden zurück, um nördlich des Yalu eine neue Verteidigungslinie zu bilden.

## Folgen
Die japanischen Truppen erbeuteten große Teile der chinesischen Militärvorräte, welche in Pjöngjang lagerten. So erbeuteten sie hunderte Gewehre, 2000 Zelte, 35 Feldgeschütze und 1700 Pferde. Für die chinesische Seite war durch den Verlust der Stadt Korea nicht mehr zu halten. Am 17. September schlug die japanische Marine bei der Seeschlacht am Yalu ihre chinesischen Gegenspieler.  Die beiden Schlachten machten die chinesische Position auf der koreanischen Halbinsel untragbar und entschieden somit den Ersten Japanisch-Chinesischen Krieg zu Japans Gunsten. Die Niederlagen bedeuteten einen Prestigeverlust des Staatsmannes Li Hongzhang und befeuerten die politische Instabilität des Landes.
In den Augen westlicher Beobachter war der klare Sieg Japans über seine traditionelle Vormacht China ein Epochenwandel und machte die Erfolge der japanischen Modernisierungsbestrebungen im Zuge der Meiji-Restauration international sichtbar. Die japanischen Streitkräfte bestachen westliche Beobachter durch ihre Modernität und Effizienz. Die japanische Regierung unterstützte dies durch die Zulassung westlicher Journalisten bei ihren Truppen in Korea. Die chinesische Seite verlor durch die Niederlage, unrealistische Kriegspropaganda und schlechte Behandlung von Zivilbevölkerung und Kriegsgefangenen deutlich an internationalem Ansehen.